# ベルント・ヨハンソン
ベルント・ヨハンソン（Bernt Johansson、1953年4月18日 - ）は、スウェーデン、イェーテボリ出身の元自転車競技（ロードレース）選手。

## 経歴
1973年
- スウェーデン選手権
  - 団体タイムトライアル(TTT) 優勝
  - 団体リレー 優勝

1974年
- ロードレース世界選手権 TTT 優勝（+ トルド・フィリプソン、レナルト・ファゲルンド、スヴェン＝アク・ニルソン）
- スウェーデン選手権
  - 個人ロードレース 優勝
  - TTT 優勝

1975年
- スウェーデン選手権 TTT 優勝
- ミルク・レース 総合優勝

1976年
- モントリオールオリンピック
  - 個人ロードレース 優勝
- スウェーデン選手権 TTT 優勝

1977年、プロ転向
- トロフェオ・バラッキ 優勝（+ カルメーロ・バローネ）
- ブエルタ・ア・ラ・コムニダ・バレンシアナ 総合優勝

1978年
- ジロ・デ・イタリア 総合9位
- ジロ・デッレミリア 優勝
- グラン・プレミオ・インドゥストリア・エ・コッメルチオ・ディ・プラート 優勝
- ジロ・ディ・ロンバルディア 2位

1979年
- ジロ・デ・イタリア 総合3位、区間2勝(第11、14)
- グラン・プレミオ・インドゥストリア・エ・コッメルチオ・ディ・プラート 優勝
- フレッシュ・ワロンヌ 3位

1980年
- ジロ・デル・ラツィオ 優勝

1993年
- スウェーデン選手権 マウンテンバイク・クロスカントリー 優勝